# Piramida Edfu
Piramida Edfu – piramida schodkowa położona w Egipcie, nieopodal miejscowości Edfu.

## Odkrycie i badania archeologiczne
Pierwsza wzmianka o istnieniu piramidy Edfu pochodzi z 1894 roku, była później wzmiankowana w 1908 roku przez Henriego de Morgana oraz w 1910 roku przez Arthura Weigalla, który wspomniał o piramidzie w swojej publikacji pt. Guide to the Antiquities of Upper Egypt from Abydos to the Sudan Frontier. Wokół terenu piramidy założono stanowisko archeologiczne.
Badania archeologiczne rozpoczęły się dopiero w 2010 roku, trwały przez dwa lata. W ich ramach narysowano mapę przestawiającą teren o wymiarach 220 m x 120 m, następnie zbierano fragmenty ceramiki znajdującej się na danym obszarze; prawie 70% z nich pochodziło z okresu Starego Państwa, w szczególności były one datowane na okresy III oraz wczesnej IV dynastii. Pod koniec 2011 roku usunięto grubą warstwę piasku, którą pokryta była piramida, a także oczyszczono całe stanowisko archeologiczne z odpadów. Budowla została wykonana z piaskowca.